# Club de Yates del Norte
El Club de Yates del Norte (Northern Yacht Club en idioma inglés y oficialmente) es un club náutico ubicado en North Sydney, Nueva Escocia (Canadá).

## Historia
Fundado en 1924, las primeras regatas se llevaban a cabo contra los barcos de los clubes vecinos, el Royal Cape Breton Yacht Club y el Bras d’Or Yacht Club.
En 1976 organizó el campeonato del hemisferio occidental, en 1979 el campeonato del mundo y en 1982 el campeonato del mundo juvenil de la clase Snipe.